# میلیان میلیانیچ
میلیان میلیانیچ (سیریلیک صربی: Миљан Миљанић؛ ۴ مهٔ ۱۹۳۰ – ۱۳ ژانویهٔ ۲۰۱۲) یک بازیکن فوتبال و سرمربی اهل یوگسلاوی بود.

## باشگاهی
از باشگاه‌هایی که در آن بازی کرده‌است می‌توان به باشگاه فوتبال ستاره سرخ بلگراد اشاره کرد.
وی در مسابقات کشوری و بین‌المللی در مجموع برندهٔ ۱ مدال طلا شده‌است.